# Léon Bonnefons
Pour les articles homonymes, voir Bonnefons.
Léon Bonnefons, né le 3 juin 1895 à Corbeil (Seine-et-Oise) et mort le 3 décembre 1978 au Pecq (Yvelines), est un ouvrier métallurgiste et militant syndical et politique français. Il  devient, en 1926, membre du Comité central du Parti communiste français (PCF) et le demeure jusqu'en 1932. En 1929, il avait été élu membre de la Commission exécutive de la CGTU.

## Biographie
- 1904 : ses parents divorcent.
- 1914 : il est mobilisé.
- 1919 : il milite activement au syndicat des Métaux.
- 1921 : il adhère au PCF.
- 1922 : il devient membre du comité exécutif de la Fédération de la Seine de l'Association républicaine des anciens combattants (ARAC).
- 1923 : il entre au Comité central de l'ARAC. La police le présente comme un militant de la 15e section du PCF.
- 1924 : le congrès de Lyon du PCF le nomme membre du conseil d'administration de L'Humanité.
- 1925 : le parti le nomme secrétaire du Comité central d'action contre la guerre du Maroc. À la fin de l'année, un jugement confirme sa condamnation à six mois de prison et 2 000 francs d'amende pour provocation de militaires à la désobéissance.
- 1926 : au congrès de Lille du PCF, il est élu membre du Comité central.
- 1928 : devant la conférence régionale communiste parisienne, il présente un rapport sur le travail syndical et les luttes économiques. Lors des élections législatives, le PCF le présente dans la 8e circonscription de la Seine (Boulogne-Billancourt).
- 1929 : il devient secrétaire de la XXe Union régionale de la CGTU (région parisienne), puis membre de la Commission exécutive confédérale de la CGTU. Cette même année, le congrès de Saint-Denis du PCF le reconduit au Comité central. En mai, il est élu conseiller municipal communiste de Clichy, dans la Seine.
- 1931 : il devient secrétaire administratif de la Fédération CGTU des Métaux.
- 1932 : au congrès de Paris du PCF, il n'est pas reconduit au Comité central. Lors des élections législatives, il est, à nouveau, cette fois en Seine-et-Oise dans la 1re circonscription de Corbeil (Arpajon-Corbeil), candidat pour le PCF. En octobre, il devient secrétaire de l'Union CGTU qui rayonne sur le Doubs, le Jura, la Haute-Saône et Belfort. Naissance de sa fille.
- 1939 : il travaille aux Établissements « Langlois et Lournot », à Courbevoie et habite au Pecq, en Seine-et-Oise.
- 1945 : il est élu conseiller municipal communiste de Saint-Germain.
- 1958 : il est candidat pour le PCF aux élections cantonales à Saint-Germain.
- 1964 : il est candidat pour le PCF aux élections cantonales à Saint-Germain.